# 1152 (szám)
Az 1152 (római számmal: MCLII) az 1151 és 1153 között található természetes szám.

## A szám a matematikában
A tízes számrendszerbeli 1152-es a kettes számrendszerben 10010000000, a nyolcas számrendszerben 2200, a tizenhatos számrendszerben 480 alakban írható fel.
Az 1152 páros szám, összetett szám. Kanonikus alakja 27 · 32, normálalakban az 1,152 · 103 szorzattal írható fel. Huszonnégy osztója van a természetes számok halmazán, ezek növekvő sorrendben: 1, 2, 3, 4, 6, 8, 9, 12, 16, 18, 24, 32, 36, 48, 64, 72, 96, 128, 144, 192, 288, 384, 576 és 1152.
3-sima szám.
Négyzetteljes szám, de nem teljes hatvány, ezért Achilles-szám.
Erősen tóciens szám.
Az 1152 két szám valódiosztó-összegeként áll elő, ezek a 954 és az 1151².

## Csillagászat
- 1152 Pawona kisbolygó